# IC 1232
IC 1232 — галактика типу NF (в процесі підтвердження) у сузір'ї Геркулес.
Цей об'єкт міститься в оригінальній редакції індексного каталогу.